# Kengo Kotani
Kengo Kotani (小谷 健悟 Kotani Kengo?, nacido el 31 de agosto de 1992 en Kagoshima) es un futbolista japonés que se desempeña como centrocampista.

## Trayectoria

### Clubes
| Club                | País  | Año               |
| ------------------- | ----- | ----------------- |
| Giravanz Kitakyushu | Japón | 2015 - 2019       |
| FC Tiamo Hirakata   | Japón | 2019 - Actualidad |

## Estadística de carrera

### J. League
| Club                | Año   | J. League | J. League | Copa J. League | Copa J. League | Total | Total |
| Club                | Año   | Part.     | Goles     | Part.          | Goles          | Part. | Goles |
| ------------------- | ----- | --------- | --------- | -------------- | -------------- | ----- | ----- |
| Giravanz Kitakyushu | 2015  | 3         | 0         | -              | -              | 3     | 0     |
| Giravanz Kitakyushu | 2016  | 7         | 0         | -              | -              | 7     | 0     |
| Giravanz Kitakyushu | 2017  | 11        | 3         | -              | -              | 11    | 3     |
| Total               | Total | 21        | 3         | 0              | 0              | 21    | 3     |